# The Riddle of the Tin Soldier
The Riddle of the Tin Soldier è un cortometraggio muto del 1913: il nome del regista non viene riportato nei titoli. Il film fu prodotto dalla Kalem Company e ha come protagonista Alice Joyce che, per la prima volta, interpreta una donna-detective, Madelyn Mack, il personaggio principale delle storie di Hugh C. Weir da cui venne tratto il soggetto del film.

## Trama
Andrews rifiuta di dare del denaro alla figlia Ethel. La ragazza, allora, inscena il falso rapimento del fratellino di cinque anni, chiedendo un forte riscatto al padre. Costui si rivolge a Madelyn Mack, un'investigatrice che trova diversi indizi che la portano a sospettare proprio di Ethel. 
Pentita di quello che ha fatto, la giovane Andrews ha deciso di riportare a casa il fratello, ma sia lui che lei vengono presi in ostaggio dalla banda di criminali che l'ha aiutata a rapire il piccolo. La nuova richiesta di riscatto che perviene a casa Andrews scompagina le teorie di Madelyn.
L'investigatrice scopre che sulla carta, su cui è stata scritta la lettera con la richiesta, ci sono tracce di una spezia, una bacca di Jasco, usata per la confezione di un tipo di sigarette. Sulle tracce di Ethel e Archie, sente a un tratto il profumo di una sigaretta speziata con le bacche di Jasco e segue l'uomo che la sta fumando. Pedinandolo, scopre una casetta in periferia dove sono tenuti prigionieri Ethel e il piccolo. Madelyn riesce a telefonare per chiedere aiuto. All'arrivo della polizia, scoppia la bagarre che si conclude con la cattura dei rapitori. L'investigatrice presenta a Andrews un conto di 10.000 dollari: quando ha in mano l'assegno, lo consegna nelle mani di Ethel. Allora Andrews, cede e dà lui stesso il denaro alla figlia.

## Produzione
Il film fu prodotto dalla Kalem Company.

## Distribuzione
Il film - un cortometraggio in due bobine - fu distribuito nelle sale USA dalla General Film Company l'8 ottobre 1913.